# Смурова Олена Юріївна
Смурова Олена Юріївна (18 січня 1974) — російська ватерполістка.
Призерка Олімпійських Ігор 2000 року, учасниця 2004, 2008 років.
Призерка Чемпіонату світу з водних видів спорту 2003, 2007 років.